# Hilda Graef
Hilda Charlotte Graef, née le 14 février 1907 et morte en 1970, est une théologienne et historienne catholique allemande. Elle écrit aussi en anglais. Elle est spécialiste de la mystique et de la vie et l'œuvre d'Edith Stein.

## Biographie
Hilda Graef est de famille juive protestante. Elle est née le 14 février 1907 à Berlin et se convertit au catholicisme dans sa jeunesse. Elle lit Thomas d'Aquin, Jean de la Croix et G. K. Chesterton. Elle fuit l'Allemagne nazie pendant la Seconde Guerre mondiale et gagne Londres.
Elle part ensuite à Oxford et travaille comme assistante d'édition sur le Lexicon of Patristic Greek.

## Travaux
Hilda Graef a publié une biographie de la sainte Edith Stein ainsi qu'une Histoire de la mystique en anglais. Antoine Guillaumont dit de ce livre qu'il « traite uniquement de la mystique chrétienne » « mises à part les vingt premières pages », et qu'il « repose sur de vastes lectures ».

## Œuvres
- Hilda Graef (trad. Suzanne Lévêque), Et laissant leurs filets : Récit d'une conversion, Paris, Aubier Montaigne, 1963, 195 p.
- (en) Hilda Graef, God and myself : The Spirituality of John Henry Newman, Portland (Oregon, USA), Hawthorn Books, 1968, 206 p.
- Hilda Graef, Histoire de la mystique [« The Story of Mysticism »], Paris, Seuil, 1972, 316 p.
- (en) Hilda Graef, Mary : A History of Doctrine and Devotion, Notre Dame (Indiana, USA), Ave Maria Press, 2009, 610 p. (ISBN 978-0-87061-252-7).
- Hilda C. Graef (trad. Marie Tadié), Le Philosophe et la Croix : Edith Stein, Paris, Les Éditions du Cerf, 1955, 285 p.
- (en) « Hilda Graef », sur www.catholicauthors.com (consulté le 6 juillet 2018)Texte autobiographique.